# Махмальбаф, Хана
Ха́на Махмальба́ф (перс. حنا مخملباف‎) — иранский режиссёр и сценарист. Родилась 3 сентября 1988 года в Тегеране, в семье Мохсена Махмальбаф и Марзих Мешкини (англ.), известных иранских кинематографистов. У Ханы есть сестра Самира, которая старше её на восемь лет, и также является кинорежиссёром.
Хана познакомилась с большим кино в возрасте семи лет, когда исполнила эпизодическую роль в фильме своего отца «Миг невинности». Фильм получил широкую известность и исключительно положительные отзывы кинокритиков. Мохсен Махмальбаф, видя способности дочери, старался всячески развить и расширить их. Как позже сказала в интервью Хана, отец дал ей любовь к кинематографу, но в дальнейшем их взгляды во многом разошлись, так как они являются представителями разных поколений.
Два фильма Ханы, «Радость безумия» (документальный, 2003) и «Будда рухнул от стыда» (2007), становились лауреатами престижных международных кинонаград.